# 茂原統括センター
茂原統括センター（もばらとうかつセンター）は、東日本旅客鉄道（JR東日本）千葉支社の駅・運転士・車掌を所管する組織である。
2023年7月1日に蘇我、大網、上総一ノ宮、大原、勝浦、安房鴨川の各駅、鴨川運輸区を統合して発足。2024年12月1日に千葉統括センターの一部（蘇我駅）、蘇我運輸区を更に統合する。

## 所管

### 駅
- 茂原駅 - 所長所在駅
- 蘇我駅
- 鎌取駅★
- 誉田駅★
- 土気駅★
- 大網駅
- 永田駅★
- 本納駅★
- 新茂原駅★
- 八積駅★
- 上総一ノ宮駅
- 東浪見駅☆
- 太東駅★
- 長者町駅★
- 三門駅☆
- 大原駅
- 浪花駅☆
- 御宿駅★
- 勝浦駅
- 鵜原駅☆
- 上総興津駅★
- 行川アイランド駅☆
- 安房小湊駅★
- 安房天津駅★
- 安房鴨川駅
- 太海駅★
- 江見駅●
- 福俵駅☆
- 東金駅★
- 求名駅★

★: JR東日本ステーションサービスに業務委託　●: 簡易委託駅　☆: 無人駅

### 蘇我乗務ユニット
- 蘇我駅近傍に設置（旧蘇我運輸区）
- 担当線区（運転士）
  - 京葉線：東京駅 - 蘇我駅間、市川塩浜駅・南船橋駅 - 西船橋駅間
- 外房線：千葉駅 - 安房鴨川駅間
- 内房線：蘇我駅 - 千倉駅間
- 東金線：大網駅 - 成東駅間
- 総武快速線：幕張駅 - 千葉駅間（回送列車のみ）
- 担当線区（車掌）
  - 京葉線：東京駅 - 蘇我駅間、市川塩浜駅・南船橋駅 - 西船橋駅間
  - 外房線：千葉駅 - 安房鴨川駅間
  - 内房線：蘇我駅 - 上総湊駅間
  - 東金線：大網駅 - 成東駅間
  - 優等列車 : 特急わかしお・さざなみ

### 鴨川乗務ユニット
- 安房鴨川駅構内に設置（旧鴨川運輸区）
- 担当線区（運転士）
  - 外房線：千葉駅 - 安房鴨川駅間
  - 内房線：蘇我駅 - 安房鴨川駅間
  - 京葉線：東京駅 - 蘇我間

## 歴史
- 2023年7月1日 - 茂原統括センター（蘇我、大網、上総一ノ宮、大原、勝浦、安房鴨川の各駅、鴨川運輸区の統合）が発足。鴨川運輸区を廃止する。
- 2024年12月1日 - 千葉統括センター蘇我駅、蘇我運輸区を更に統合する。蘇我運輸区を廃止する。
- 2025年3月15日 - 鴨川乗務ユニットの車掌行路を廃止する（蘇我乗務ユニット、千葉統括センター乗務ユニットへ移管）。